# 회현중학교
회현중학교(澮縣中學校)는 대한민국 전북특별자치도 군산시 회현면 대정리에 있는 공립 중학교이다.

## 학교 연혁
- 1971년 1월 16일 : 회현중학교 12학급 인가
- 1971년 4월 20일 : 개교
- 2008년 9월 1일 : 전라북도 자율학교 지정
- 2012년 3월 1일 : 전라북도 혁신학교 지정
- 2015년 3월 1일 : 전라북도 혁신+학교 지정
- 현재 IB 후보학교 지정
- 2023년 9월 1일 : 제18대 허미영 교장 취임
- 2024년 1월 5일 : 졸업생 67명
- 2024년 3월 4일 : 신입생 71명 입학

## 참고 자료
- 회현중학교 - 한국교육학술정보원 학교알리미